# البهائية في تايوان
بدأت الديانة البهائية في تايوان بعد أن دخل الدين البهائي إلى مناطق الصين واليابان المجاورة. وصل أول البهائيين إلى تايوان في عام ١٩٤٩، وكان أول من اعتنق الدين هناك جيروم تشو (تشو ياو لونغ)، الذي أصبح بهائيًا أثناء زيارته للولايات المتحدة عام ١٩٤٥. بحلول أيار ١٩٥٥، كان هناك ثمانية عشر بهائيًا موزعين على ستة مواقع مختلفة في أنحاء تايوان. وفي عام ١٩٥٦، تم انتخاب أول جمعية روحية محلية في تاينان. أما الجمعية الروحية الوطنية للبهائيين فقد انتُخبت لأول مرة في نيسان ١٩٦٧، عندما كانت هناك جمعيات محلية قائمة في كل من تايبيه وتاينان وهوالين وبينغتونج. وبحلول عام ٢٠٠٦، أفاد البهائيون أن عددهم بلغ حوالي ١٦ ألفًا مع وجود ثلاث عشرة جمعية محلية.
البدايات

### الشرق الأقصى
دخلت الديانة البهائية منطقة الشرق الأقصى، في هونغ كونغ، في سبعينيات القرن التاسع عشر، في عهد بهاء الله، مؤسس الديانة. انتشر الدين لاحقًا إلى المناطق القريبة من تايوان، فظهر البهائيون في شنغهاي سنة ١٩٠٢، وفي اليابان سنة ١٩١٢، وفي كانتون سنة ١٩٤٩، ثم في ماكاو سنة ١٩٥٣. ورغم ذلك، لم يتم الاتصال بتايوان بهائيًا حتى عام ١٩٤٩. بين عامي ١٨٩٥ و١٩٤٥، كانت تايوان تحت الحكم الياباني، قبل أن تمر بفترة الحرب الأهلية الصينية.

### البداية في تايوان
وصل أربعة بهائيين إلى تايوان في عام ١٩٤٩ مع موجة اللاجئين القادمين من البر الرئيسي خلال عهد شيانج كاي شيك: جيروم تشو، يان هسو تشانج، تشين تيان لي، وجيلان وانج. كان جيروم تشو، الصحفي الذي اعتنق الدين البهائي في واشنطن عام ١٩٤٥، أول بهائي في تايوان. بعد فترة في نانكينج، انتقل تشو إلى تايوان، ورافقه مساعده يان هسو تشانج الذي قبل الدين البهائي كذلك. أما الرائد تشين تيان لي، الذي أقام حفل زفاف بهائي في دنفر بولاية كولورادو، فقد جاء إلى تايوان بعد أن أقام فترة في شنغهاي.
كان الدكتور ديفيد إيرل والمقدم جون ماكهينري أول البهائيين الأميركيين الذين زاروا تايوان في عام ١٩٥٢، تلاهما رافي وميلدريد موتاهيديه في عام ١٩٥٣. وفي تشرين الأول من العام نفسه، زار ذكر الله خادم تايوان، وكان أول من زارها من الشخصيات المرموقة في خدمة الدين البهائي. خلال اجتماع عقد في منزل تشو، اعتنق ثلاثة أشخاص الدين: البروفيسور تساو لي شيه، الذي كان مدرسًا للهندسة المعمارية في جامعة تايوان الوطنية، وهونج لي مينج (جيمي)، أول مواطن تايواني مولود في البلاد يصبح بهائيًا، ووونج هو لين (وونج هو جين).
لاحقًا، غادر السيد والسيدة سليماني مدينة شنغهاي إلى تايوان في عام ١٩٥٤، عبر ميناء كيلونج، حيث وجدا مجتمعًا بهائيًا يضم عشرة أفراد منتشرين في مدن عدة: تايبيه، تاينان، تاويوان، كاوهسيونج، وتشيايي. وكانت السيدة سليماني تنتمي لعائلة بهائية أصلها من عشق آباد، وكانت قد غادرت مدينتها عام ١٩٢٣.

## النمو
بحلول أيار ١٩٥٥، أصبح هناك ثمانية عشر بهائيًا في ستة مواقع عبر تايوان. وفي عام ١٩٥٦، تم انتخاب أول جمعية روحية محلية في تاينان، بمشاركة شخصيات منها السيد وانغ تشي تشانغ، السيدة سليماني، السيد باي تشونغ تشن، السيدة روثي تو، والسيد تساو لي شيه، بالإضافة إلى الدكتور ني جون تشونغ، السيد تشو، السيد وينستون لوك، والسيد هو تشونغ تزو. كانت السيدة تو أول مواطنة تايوانية تعتنق الدين البهائي، وتم انتخابها مندوبة في انتخابات الجمعية الروحية الوطنية الإقليمية سنة ١٩٥٧، إلا أنها لم تتمكن من السفر. كما زارت المربية البهائية الشهيرة آغنيس ألكسندر الجزيرة سنة ١٩٥٦، ثم عادت في سنتي ١٩٥٨ و١٩٦٢ بعد تعيينها يدًا للقضية.
بين عامي ١٩٥٥ و١٩٥٧، قدم المجتمع البهائي التايواني التماسات للحكومة للاعتراف بالدين رسميًا. وعلى الرغم من فشل الاعتراف الكامل حينها، إلا أن السلطات سمحت بإقامة مدرسة صيفية بهائية مؤقتة في أيلول ١٩٥٧.
في نيسان ١٩٥٧، انعقد أول مؤتمر انتخابي للجمعية الوطنية الإقليمية للبهائيين في شمال شرق آسيا، بطوكيو، وشملت ولايتها تايوان. وفي عام ١٩٥٨، تأسست الجمعية الروحية المحلية الثانية في تايبيه مع وصول رائدين بهائيين جديدين ومهتدي محلي آخر. وبحلول نيسان ١٩٥٨، بلغ عدد البهائيين في تايوان اثنين وعشرين فردًا. وتم افتتاح مركز تاينان البهائي رسميًا عام ١٩٥٩. وفي عام ١٩٦٠، تمت مراجعة وترجمة كتاب "بهاء الله والعصر الجديد" وتم توزيعه على جميع البهائيين. وفي عام ١٩٦٣، تمكنت السيدة تو من حضور المؤتمر البهائي العالمي الأول، الذي شهد أيضًا إقامة أول حفل زفاف بهائي في تايوان.
وفي نيسان ١٩٦٧، تم انتخاب أول جمعية روحية وطنية للبهائيين في تايوان، وكان أعضاؤها السيدة إيزابيل دين، السيدة رضوانيه سليماني، السيد كو رونغ هوي، السيد روبرت ين، الدكتور سيدني دين، السيد إس إيه سليماني، السيد تساو كاي مين، السيد هوانغ تسين مين، والسيد هوانغ تينغ سينغ. في ذلك الوقت، كانت الجمعيات المحلية موجودة في تايبيه، تاينان، هوالين، وبينغتونج. وفي عام ١٩٧٠، اعترفت الحكومة رسميًا بالمجتمع البهائي في الجزيرة.
وفي عام ١٩٩٠، أصبح رئيس قبيلة بويوما الأصلية، السيد تشين وين شينغ، بهائيًا.

## الأنشطة الاجتماعية والروحية
منذ نشأتها، كان للدين دور مهم في دفع عجلة التنمية الاجتماعية والاقتصادية، بدءًا من تعزيز حرية النساء، وترويج تعليم الفتيات باعتباره أولوية أساسية. وقد تجسدت هذه الجهود عمليًا عبر إنشاء المدارس، والتعاونيات الزراعية، والعيادات الصحية.
دخل الدين مرحلة جديدة من النشاط مع صدور رسالة بيت العدل الأعظم بتاريخ 20 أكتوبر 1983، التي دعت البهائيين إلى السعي لإيجاد وسائل تتوافق مع التعاليم البهائية تُمكنهم من الإسهام في التنمية الاجتماعية والاقتصادية للمجتمعات التي يعيشون فيها.
في عام 1979، كان هناك 129 مشروعًا بهائيًا معترفًا به رسميًا للتنمية الاجتماعية والاقتصادية حول العالم. وبحلول عام 1987، ارتفع هذا العدد إلى 1482 مشروعًا معترفًا به رسميًا.
وفي السنوات الأخيرة، شارك البهائيون في تايوان في عدد من الأنشطة المحلية والدولية؛ فبحلول عام 1995، تمكن المكتب البهائي للبيئة في تايوان، بالتعاون مع الحكومة الوطنية، من تدريب مئات المعلمين لإدخال قضايا حماية البيئة في المناهج الدراسية. كما أنتج المكتب سلسلة من البرامج الإذاعية التعليمية الوطنية حول رعاية البيئة وحمايتها.
وفي ديسمبر 1997، دُعيت الجماعة البهائية للمشاركة في معرض محلي للأديان ، كما حضر البهائيون من تايوان في عام 2001 افتتاح مقر المركز التعليمي الدولي. وفي عام 2004، نظمت الجماعة البهائية التايوانية 20 فصلًا دراسيًا منتظمًا للأطفال، جذب حوالي 200 طفل.

## التركيبة السكانية الحديثة
بحلول عام 2006 تقريبًا، أشارت وثيقة حكومية تايوانية تحتوي على إحصاءات حول الالتزام الديني إلى وجود 16,000 بهائي، أي ما نسبته 0.1% من السكان الوطنيين، مع وجود 13 جمعية محلية. وقد أُعطي هذا الرقم طواعيةً من قِبل البهائيين للسلطات، التي لا تقوم عادةً بجمع الإحصاءات الدينية أو التحقق منها بشكل مستقل. من جانب آخر، أفادت جمعية أرشيف بيانات الأديان، التي تعتمد إلى حد كبير على الموسوعة المسيحية العالمية، بوجود 16,252 بهائيًا في عام 2010.

## قراءة إضافية
- David A. Palmer (2012). "From "Congregations" to "Small Group Community Building"". Chinese Sociological Review. ج. 45 ع. 2: 78–98. DOI:10.2753/CSA2162-0555450205. hdl:10722/189427. ISSN:2162-0563. S2CID:144740503.

## روابط خارجية
- أخبار البهائيين في تايوان
- فينيكس النشرة الإخبارية للجمعية الروحية الوطنية للبهائيين في تايوان - قائمة الأعداد
- صحيفة تايوان البهائية
- مجموعة من المقالات والصحف الإخبارية
- الجمعية الروحية الوطنية في هونغ كونغ نسخة محفوظة 2017-07-16 على موقع واي باك مشين.

قالب:Religion in Taiwan